# Oula
Oula là một tổng thuộc  Yatenga (tỉnh) ở phía bắc  Burkina Faso. Dân số năm 2006 là 45.129 người. Thủ phủ là thị xã Oula.

## Các thị xã và làng xã
Bagahokc–Mossi, Bagahokc–Yarce, Bilinga, Bougoure, Bourbo, Bouro, Boursouma, Bouskoudougo, Boussoum, Dabla, Filly, Gourbare, Ipala, Irbou, Kalsagado-Mossi, Kalsagado-Peulh, Kalsagado-Samba, Ka-Mossi, Kao-Peulh, Kenemene, Keyegue, Keyegue-Silmi-Mosi, Kibtengaye, Kire, Kounga-Mossi, Kounga-Peulh, Kourba-Bagre, Kourbo-Mogo, Laoua-Mossi, Laoua-Peulh, Lougouri, Margo, Nongofaire, Nongofaire-Peulh, Nongofaire-Silmi-Mossi, Omsom, Ouagande-Mossi, Ouagande-Peulh, Ouro-Mossi, Ouro-Yarce, Pelkisga, Pelle, Rambi–Mossi, Rambi–Peulh, Rassomde, Reka, Reko, Rigui, Robena, Roko, Sindilo, Sonh, Sorgho-Silmi-Mossi, Sounkouissi, Soussou, Tanlili, Tilli, Yalle, Zanna-Mossi, Zanna Peulh và Ziga.